# Балаклійський район
Балаклі́йський райо́н — колишній район у південно-східній частині Харківської області. Населення району становить 83 974 осіб (на 1 лютого 2012 року). Адміністративний центр — місто Балаклія. У 2020 район було включено до складу Ізюмського району

## Географія
Район межує зі Зміївським, Чугуївським, Первомайським, Ізюмським, Барвінківським, Шевченківським та Лозівським районами. Відстань від районного центру до Харкова — 101 км.
Загальна територія району становить 1986,44 км². Район розташований у лісостеповій зоні. Клімат — помірно континентальний. Середньорічні температури: літня +23,9°С, зимова — 5,5°С. Середньорічна кількість опадів — 468 мм.
Територією району протікають 12 річок. Найбільша з них — Сіверський Донець.

## Історія
У 1571 р. вперше в історичних джерелах згадується про нинішню Балаклію, а в 1617 р. з'являється перша письмова згадка про Балаклійські землі в «Писцовой книге по городу Белгороду».
У 1663 році козацький отаман Яків Черніговець разом зі своїми українськими задніпровськими переселенцями заснував місто Балаклію, а також збудував фортеці на татарських бродах Сіверського Дінця — Андрієві Лози, Бишкин, Савинці та інші. Балаклійський полк проіснував до 1677 року, тоді ж його включили до Харківського.
У 1765 р. Балаклія стає центром Балаклійського комісарства Ізюмської провінції Харківського намісництва, з 1796 р. стала називатися Новосерпуховським (за ім'ям дислокованого полку, що прибув з підмосковного Серпухова). Історичне ім'я місту повернуто у 1891 р.
3 року в рік становище простих козаків та селян погіршувалось, вони потрапляли в залежність розбагатілої старшини та російських дворян. Після скасування у 1861 році кріпацтва капіталістичні виробничі відносини стали домінуючими, але пережитки кріпосництва існували ще довгий час.
У 1875 р. в селі Андріївці було збудовано політичний каторжний централ.
Інтенсивний розвиток промисловості, формування таких нових промислових центрів як Харків, Донбас, Придніпров'я, зумовив масштабне будівництво залізниць. У 1911 р. запрацювала залізниця, що з'єднала Харків з Донбасом через Зміїв, Балаклію, Ізюм.
Роки першої російської революції 1905—1907 рр. Балаклійщина пережила без значних революційних потрясінь, але Перша світова війна принесла великих страждань цьому краю.
Прискорену військову підготовку у Балаклії пройшли тисячі солдат. 1915—1917 рр. 1917 р. — військова служба в м. Балаклія Івана Манагарова, у майбутньому генерал-полковника, Героя Радянського Союзу, командувача 53-ю армією, яка в 1943 році захопила Харків та південно-західну частину Харківської області.
У 1917 році у Балаклії був сформований комітет, що визнавав лише владу Центральної Ради. В населених пунктах відбувалися численні демонстрації проти війни, царизму. У січні 1918 року червоні захопили владу у районі. Члени волосного ревкому захопили полкові склади зі зброєю та почали грабунок заможних селян та поміщиків. Остаточно радянська окупація утвердилась 22 лютого 1919 року.
У 1923 році Балаклія стала районним центром однойменного району відповідно до постанови Робітничо-Селянського Уряду України від 07.03. 1923 р. «Про адміністративно-територіальний поділ Харківщини» із Балаклійської і Волохів'ярської волостей із центром в с. Балакліївка. Життя людей було складним. Велика посуха 1921 року принесла голод. Життя стабілізується лише в 1924 році. Разом з тим, нова хвиля Голодомору пронеслася над краєм у 1932—1933 роках.
1938 р. — Балаклія одержує статус міста. 1940 р. — споруджено і відкрито районний Будинок культури.
Глибоких ран Балаклійщині завдала Німецько-радянська війна. Були спалені села: Червона Гусарівка, Байрак, Криничне, половина Лагерів та Новоселівки міста Балаклія. Німецька окупація тривала з 10 грудня 1941 року до 5 лютого 1943 року.
Більш ніж 30 тис. жителів району брали участь у війні в складі Червоної Армії, понад 200 — в радянських партизанських загонах. На фронтах Другої світової війни загинуло 8 тис. балаклійців, під час німецької окупації 200 ос., заслано в Німеччину близько 2 тис. ос. На території району загинуло 18 тис. бійців Червоної Армії, які брали участь в захопленні району.
Початок визволенню Харківщини від німецько-фашистських військ поклала Сталінградська битва. У ніч з 5 на 6 лютого 1943 року війська 172-ї стрілецької дивізії генерал-майора Ф. Толбухіна визволили місто Балаклію. Балаклійський район було визволено військами 172-ї, 263-ї, 35-ї стрілецьких гвардійських дивізій 6-ї Армії під командуванням генерал-лейтенанта Ф. Харитонова.
З 24 серпня 1991 року Балаклійський район є адміністративно-територіальною одиницею незалежної України.
Основні факти про розвиток району (сільське господарство та промисловість) у минулому столітті й до наших днів:
- 1910—1914 рр. — будівництво залізниці та залізничних станцій Шебелинка, Балаклія, Савинці;
- 1916 р. — в Балаклії встановлено перші телефони, комутатор на 30 номерів належав земству;
- 1917 р. — Балаклія та довколишні землі входять до складу УНР.
- 1919 р. — у Балаклії утворена перша артіль городників;
- 1926—1940 рр. — в Балаклії стали до ладу промкомбінат, птахокомбінат, маслозавод, артілі, майстерні, завершена електрифікація;
- 1932 р. — засновано Державний артилерійський ремонтно-дослідний завод № 2 «Арсенал»;
- 1932—1933 — Голодомор;
- 1936 р. — початок перших розвідувальних пошуків нафти і газу на території району ;
- 1950 р. — завершено відбудову народного господарства району;
- 1950 р. (травень) — відкрито потужне Шебелинське газородовище;
- 1956 р. — початок будівництва селища газовиків і буровиків Червоний Донець;
- 1960 р. — початок будівництва Балаклійського цементного заводу;
- 1960 р. — в смт. Андріївка споруджено газопереробний завод;
- 1962 р. — став до ладу Савинський цукровий завод;
- 1962 р. — в смт. Андріївка відкрито швейну фабрику з виробництва дитячого одягу;
- 1962 р. — почала працювати птахофабрика «Курганська»;
- 29 червня 1963 р. — стала до ладу перша обертова піч цементного заводу-гіганта;
- 1963 р.— до ладу стала автоматична телефонна станція;
- 1963 р. — розпочалася газифікація міста;
- 1968 р.— розпочав роботу Балаклійський міськмолокозавод;
- 1968 р.— здані в експлуатацію заводи з виробництва шиферу й азбоцементних труб;
- 1972 р.— став у лави діючих Балаклійський домобудівельний комбінат.
- 1991 р.— Балаклійський район стає адміністративно-територіальною одиницею незалежної України.
- 2020 р. район було включено до складу Ізюмського району

## Економіка
Балаклійський район один із найбільших районів області, це значний промисловий, транспортний та культурний центр.
Питома вага промислового виробництва району становить 6,3 % від загального обсягу промислового виробництва області. Серед 17 промислових підприємств найбільшими є газопромислове управління «Шебелинкагазвидобування», Шебелинське відділення з переробки газоконденсату та нафти, відкрите акціонерне товариство «Балцем», які в грошовому виразі виробляють левову частку валової продукції і таким чином підтримують районний бюджет. Стабільно нарощують свій виробничий потенціал й інші підприємства району.
Вагома частка в господарському комплексі Балаклійщини належить аграрному сектору: 25 сільгосппідприємств, 3 фермерських господарства та особисті підсобні господарства мають зерновий, зерно-цукровий, зерно-молочний напрямки. Власниками земельних паїв у районі стали 14,3 тис. селян, 98 % яких віддали свої паї в оренду новоствореним с/г підприємствам.
Основні напрямки виробництва в сільському господарстві:
- вирощування зернових і технічних культур;
- вирощування великої рогатої худоби м'ясо-молочного напрямку;
- птахівництво.

Площа сільськогосподарських угідь — 144,7 тис. га:
- ріллі — 114,6 тис. га.
- сіножаті — 9 тис. га.
- пасовища — 19 тис. га

На 514 км пролягли асфальтовані шляхи, які обслуговує підприємство «Балаклійський автодор». Економіку, соціальні потреби населення обслуговують транспорт і зв'язок. У районі збережена мережа автобусних перевезень, яку обслуговує ТОВ «Автотранс-Балаклія». Три залізничних станції повністю забезпечують потреби замовників у перевезенні вантажів залізничним транспортом.
Нині в районі діє 31 автоматична телефонна станція, з них 24 сільських АТС.
Відчутне пожвавлення в економіці виявляється й завдяки сфері малого підприємництва і бізнесу. Зараз цей сектор налічує понад 150 юридичних і майже 2 тис. фізичних осіб. При цьому, розвитку набуває не лише сфера торгівлі, а й виробництво продукції.
Провідні місця серед продовольчих товаровиробників посідають ЗАТ «Балмолоко плюс», ДП «Балаклійський хлібокомбінат», ВАТ «Савинський цукровий завод». Крім шести основних переробних підприємств, у районі при господарствах діють 13 міні-пекарень, 19 олійниць, 8 крупорушок, 9 млинів.
У районі функціонують 10 відділень банків «Національний кредит», Ощадбанк України, «Аваль», «Надра», «УкрСиббанк», «Мегабанк», «Правекс-банк», «Приватбанк».
Соціальну і агропромислову сферу району обслуговують 8 житлово-комунальних підприємств, із яких 2 надають послуги з тепло-, водопостачання і водовідведення, а 6 — житлово-комунальні послуги.
Для поліпшення якості питної води у м. Балаклія здійснено буріння глибинної свердловини, що значно зменшило вміст заліза у воді.

## Транспорт
Районом проходить автошлях E40М03.

## Адміністративний устрій
Район адміністративно-територіально поділяється на 1 міська рада, 3 селищні ради та 20 сільських рад, які об'єднують 69 населених пунктів та підпорядковані Балаклійській районній раді.

### Населені пункти
У Балаклійському районі налічується 69 населених пунктів:
- Міст районного значення — 1 (проживає 31,2 тис. ос.);
- Селищ міського типу — 3 (проживає 25,5 тис. ос.);
- Сільських населених пунктів — 65 (проживає 34,5 тис. ос.).

## Населення
Розподіл населення за віком та статтю (2001):
| Стать | Всього | До 15 років | 15-24 | 25-44  | 45-64  | 65-85 | Понад 85 |
| --- | ------ | ----------- | ----- | ------ | ------ | ----- | -------- |
| Чоловіки | 43 523 | 7759        | 6331  | 13 901 | 10 652 | 4695  | 185      |
| Жінки | 49 257 | 7345        | 5633  | 13 349 | 12 947 | 9023  | 960      |
| \| Статево-вікова піраміда \| Статево-вікова піраміда \| Статево-вікова піраміда \| \| ----------------------- \| ----------------------- \| ----------------------- \| \| Чоловіки \| Вік \| Жінки \| \| 185 \| 85 + \| 960 \| \| 321 \| 80-84 \| 1098 \| \| 862 \| 75-79 \| 2451 \| \| 1849 \| 70-74 \| 3197 \| \| 1663 \| 65-69 \| 2277 \| \| 3113 \| 60-64 \| 4367 \| \| 1493 \| 55-59 \| 1980 \| \| 2871 \| 50-54 \| 3231 \| \| 3175 \| 45-49 \| 3369 \| \| 3838 \| 40-44 \| 3820 \| \| 3350 \| 35-39 \| 3311 \| \| 3194 \| 30-34 \| 3050 \| \| 3519 \| 25-29 \| 3168 \| \| 3134 \| 20-24 \| 2697 \| \| 3197 \| 15-20 \| 2936 \| \| 3428 \| 10-14 \| 3208 \| \| 2502 \| 5-9 \| 2335 \| \| 1829 \| 0-4 \| 1802 \| |        |             |       |        |        |       |          |
| Статево-вікова піраміда |        |             |       |        |        |       |          |
| Чоловіки | Вік    | Жінки       |       |        |        |       |          |
| 185 | 85 +   | 960         |       |        |        |       |          |
| 321 | 80-84  | 1098        |       |        |        |       |          |
| 862 | 75-79  | 2451        |       |        |        |       |          |
| 1849 | 70-74  | 3197        |       |        |        |       |          |
| 1663 | 65-69  | 2277        |       |        |        |       |          |
| 3113 | 60-64  | 4367        |       |        |        |       |          |
| 1493 | 55-59  | 1980        |       |        |        |       |          |
| 2871 | 50-54  | 3231        |       |        |        |       |          |
| 3175 | 45-49  | 3369        |       |        |        |       |          |
| 3838 | 40-44  | 3820        |       |        |        |       |          |
| 3350 | 35-39  | 3311        |       |        |        |       |          |
| 3194 | 30-34  | 3050        |       |        |        |       |          |
| 3519 | 25-29  | 3168        |       |        |        |       |          |
| 3134 | 20-24  | 2697        |       |        |        |       |          |
| 3197 | 15-20  | 2936        |       |        |        |       |          |
| 3428 | 10-14  | 3208        |       |        |        |       |          |
| 2502 | 5-9    | 2335        |       |        |        |       |          |
| 1829 | 0-4    | 1802        |       |        |        |       |          |

Загальна кількість населення — 84,4 тис. ос. Міського — 53,0 тис. ос., сільського — 31,3 тис. ос. Щільність населення в районі становить 42,5 ос. на км² площі.
Народжуваність в районі: за 2004 рік народилося 747 немовлят. Смертність в районі: за 2004 рік померло 1762 ос. Загальна кількість пенсіонерів, які мешкають в районі — 26 949 ос. (29 % від загальної кількості населення).
Національний склад населення в районі станом на 01.01.05р.:
| Національність | Кількість      |
| -------------- | -------------- |
| українців      | 72037 (77,6 %) |
| росіян         | 18950 (20,4 %) |
| білорусів      | 405 (0,4 %)    |
| циган          | 271 (0,3 %)    |
| інші           | 1585 (1,7 %)   |

## Соціальна сфера

### Навчальні і освітні заклади району
- Вищі (всіх рівнів акредитації) — 1 (коледж);
- Професійно-технічні — 1;
- Загально-освітні, навчально-виховні (всього — 42);
- Дошкільні — 13;
- Позашкільні — 6.
- Дитячі музичні школи — 4;
- Бібліотеки — 48;
- Будинки культури, клуби — 35;
- Пам'ятники історії та культури — 108;
- Музеї — 6;

Із 42 шкіл району 40 — комп'ютеризовані, 23 школи підключені до Інтернету. За 2004 рік придбано 217 комп'ютерів.

### ЗМІ
У районі працюють такі засоби масової інформації:
- Комунальне підприємство "Редакція газети «Вісті Балаклійщини»
- ДП ТРК «Оріана» (місцеве радіомовлення).

### Фізична культура і спорт
У районі функціонує 29 типових спортзалів, 102 — ігрових, 32 — гімнастичних майданчики. Найкращий спортивний комплекс району — міський Палац спорту з плавальним басейном та спортивним залом.
У Балаклійському районі діють 2 гребні веслувальні бази у м. Балаклія та смт. Донець. Дитячо-юнацька спортивна школа навчає 1500 дітей з різних шкіл району.
У районі працює спортивно-оздоровчий табір «Олімпія». За літній час на березі річки Ляхівка проходять оздоровлення 1000 школярів.
У 2003 році підприємством «Шебелинкагазвидобування» споруджено стадіон європейського рівня на 1000 місць із пластиковими стільцями, накриттям, сучасними роздягальнями та електронним табло.
На рівні масових видів спорту у районі успішно культивуються футбол і волейбол. Футбольний клуб «Арсенал» успішно представляє Балаклійщину у Вищій лізі обласного турніру.
Видатні спортсмени Балаклійщини: Алла Солодка, Марина Білаш, Сергій Блудов, Людмила Бородавкіна, Олександр Швед — чемпіони України з легкої атлетики. Давид Кльонов — 5-разовий чемпіон світу і 14-разовий чемпіон України в гирьовому спорті серед спортсменів-ветеранів. Один із його результатів офіційно зафіксований і внесений до реєстру Книги рекордів Гіннесса.

### Релігійні громади
У районі (станом на 25.04. 2005 р.) діють 29 релігійних громад:
- Української Православної церкви — 14;
- Євангельських християн-баптистів — 7;
- Християн Віри Євангельської — 4;
- Церкви Божої — 2;
- Адвентистів Сьомого Дня — 1;
- Свідків Єгови — 1

## Пам'ятки культури і визначні місця
- районний краєзнавчий музей (пам'ятка архітектури XIX сторіччя), містить єдину експозицію в Україні про життя і творчість видатної співачки Оксани Петрусенко (м. Балаклія);
- Андріївська церква (пам'ятка архітектури XIX сторіччя) (с. Андріївка);
- станція юних натуралістів (міні-зоопарк) (м. Балаклія);
- 400-річний дуб, який росте на березі озера Лебяже;
- річка Сіверський Донець, Крейдяні гори, урочище Гайдаки.

## Туризм

### Археологічні пам'ятки
У Балаклійському районі Харківської області на обліку перебуває 66 пам'яток археології.
Територія, де тепер розташоване місто, була заселена з часів неоліту. Поблизу міста до наших днів збереглися сліди двох неолітичних стоянок, поселення періоду бронзи та ранньої залізної доби, а також скіфський курган (ІУ-ІП століття до н. е.). У перших століттях нашої ери тут кочували сарматські племена, рештками яких є багате поховання (І-ІІ століття н. е.). Знайдено тут також сліди поселення салтівської культури (VIII-IX століття н. е.).
На території селища Андріївка виявлені залишки трьох неолітичних поселень (У-Ш тисячоліття до н. е.).
Територія, де тепер розташоване селище Савинці, була заселена здавна. Археологами виявлені тут 8 поселень епохи неоліту, поховання древньоямної (III тисячоліття до н. е.), катакомбної (II тисячоліття до н. е.) та зрубної (І тисячоліття до н. е.) культур і стоянки тих часів. Знайдено також пам'ятки салтово-аланської культури (VIII-IX століття н. е.), кам'яні кочівницькі скульптури — баби (Х-XI століття н. е.) та золотоординські монети XIV-XV століття н. е.
Місцевість, де розташоване село Петрівське, була заселена з давніх часів. Археологічними розкопками тут виявлено стоянки людини періоду мезоліту (Х-VIII тисячоліття до н. е.), неоліту (VI-V тисячоліття до н. е.), поселення періоду бронзи (III тисячоліття до н. е.) та скіфського часу (VI—V століття до н. є.).
Поблизу села Мілова знаходиться Сіверське городище ІУ-ПІ століття до н. е.

### Історичні пам'ятки
На південній околиці села Петрівське видно земляні вали значної висоти. Це залишки фортифікаційної споруди початку XVIII століття — Петровської фортеці. Звідси починалася Українська лінія оборони південного кордону Російської держави від нападів кримських татар.
На центральній площі м. Балаклія у пам'ять про подвиги воїнів-рятівників під час Другої світової війни балаклійці встановили монумент з Вічним вогнем.
На території району встановлено пам'ятник Григорію Данилевському — відомому російському письменнику українського походження і громадському діячу.

### Природні пам'ятки
У Балаклійському районі є понад 10 заказників різних типів.
- Ботанічні заказники місцевого значення:
  - «Сербівський» розташований в Андріївському лісництві. Площа 2,0 га. Це ділянка лісу, де ростуть на полях чистотіл, звіробій продірявлений, деревій.
  - «Борисоглібський» розташований у Високобірському лісництві. Площа 2,9 га. На території заказника — посадки рози коричної, барбарису звичайного, горобини, липи, скумпії.
  - «Байрак» розташований у Балаклійському лісництві. Площа 1,0 га. Під пологом дубового рідколісся і на галявинах — зарості конвалії травневої, чистотілу великого, лікарської медунки.
  - «Нурівський» розташований у Балаклійському лісництві біля с. Нурове. Площа 36,6 га.
  - «Ковиловий» розташований у с. Петрівське на ділянці степової рослинності, де проростає ковила волосиста — вид занесений до Червоної книги України. Площа 3,0 га.
- Ентомологічні заказники місцевого значення
  - «Бойневе». Площа 17,3 га. Розташований у с. Залиман. Являє собою ділянку на південному схилі яружно-балочної системи. Рослинність подана формаціями різнотрав'я типчаково-ковилових степів. Живуть близько 30 видів корисних комах, з яких понад 10 видів — дикі бджоли — запилювачі люцерни.
  - «Рибчине». Площа 9,4 га. Розташований у с. Чепіль. Займає ділянку на південно-західному схилі яружно-балочної системи, де росте ковила, сон-трава. Тут живуть приблизно 20 видів диких бджіл.
- Ландшафтні заказники місцевого значення:
  - «Крейдянська лісова дача». Площа 477,7 га. Знаходиться на території Балаклійського лісництва. Це типовий для північного лісостепу живописний ландшафт, сформований на боровій терасі р. Сіверський Донець. Один з унікальних лісових масивів, де ростуть високопродуктивні соснові деревостої — еталони створення ґрунтозахисних насаджень на піщаних аренах.
  - «Савинська лісова дача». Площа 1711,0 га.
- Загальнозоологічний заказник місцевого значення «Лиман». Площа 131,2 га. Розташований біля с. Морозівка на типових заливних і водно-болотних ділянках. Це місто гніздування пернатих, в тому числі рідких видів: пастушка водяного, болотної курочки та ін.
- Загальногеологічний заказник місцевого значення «Протопопівський». Площа 14,6 га. Розташований біля с. Морозівка.
- Комплексна пам 'ятка природи місцевого значення «Юннатівська», Площа 0,3 га. Розташована в місті Балаклія.
- Лісове заповідне урочище «Бір». Площа 734,0 га.
- Регіональний ландшафтний парк «Ізюмська лука». Площа 2560,0 га.

## Відомі люди
- Данилевський Григорій Петрович (26(14).04.1829—18(06). 12.1890) — письменник, чиновник, мандрівник, етнограф, історик. Похований в с. Пришиб.
- 1869 р. — народився відомий географ Яків Едельштейн в м. Балаклія.
- 1873 р. — народився відомий лікар-ортопед Михайло Зеленін в с. Лозовенька.
- 1889 р. — народився відомий художник-графік Всеволод Аверін в селі Чепіль.
- 1900 р. — народилася видатна співачка О. А. Петрусенко (Ксенія Бородавкіна) в м. Балаклія.
- 1905 р. — народився відомий перекладач, прозаїк, поет Микола Дукин.
- 1908 р. — народився майбутній перший секретар ЦК Компартії України Петро Шелест в смт. Андріївка.
- 1910 р. — народився майбутній міністр вугільної промисловості, заступник Голови ради Міністрів СРСР Олександр Засядько в селі Чепіль.
- 1963 р. — народився доктор історичних наук, професор, науковець, педагог Волошин Юрій Володимирович в селі Крючки

## Політика
25 травня 2014 року відбулися Президентські вибори України. У межах Балаклійського району було створено 59 виборчих дільниць. Явка на виборах складала — 43,62 % (проголосували 29 023 із 66 532 виборців). Найбільшу кількість голосів отримав Михайло Добкін — 33,39 % (9 691 виборців); Петро Порошенко — 26,39 % (7 659 виборців), Сергій Тігіпко — 9,92 % (2 880 виборців), Юлія Тимошенко — 5,78 % (1 678 виборців), Вадим Рабінович — 4,80 % (1 394 виборців), Анатолій Гриценко — 4,53 % (1 315 виборців). Решта кандидатів набрали меншу кількість голосів. Кількість недійсних або зіпсованих бюлетенів — 2,70 %.